# 12514 Schommer
12514 Schommer (1998 HM26) là một tiểu hành tinh vành đai chính được phát hiện ngày 20 tháng 4 năm 1998 bởi Spacewatch ở Kitt Peak.